# Bateau pilote

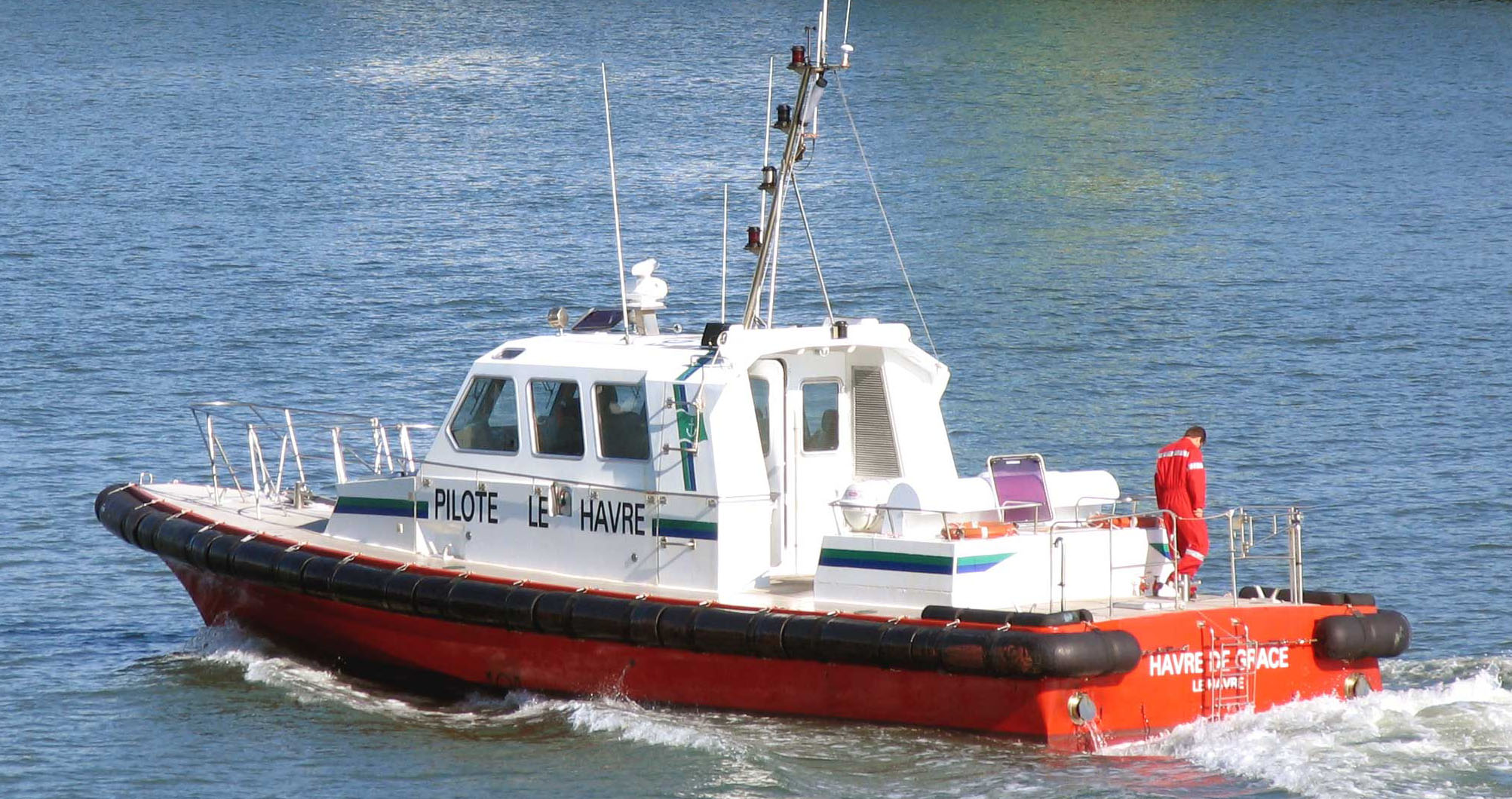
Bateau pilote au Havre (2006).

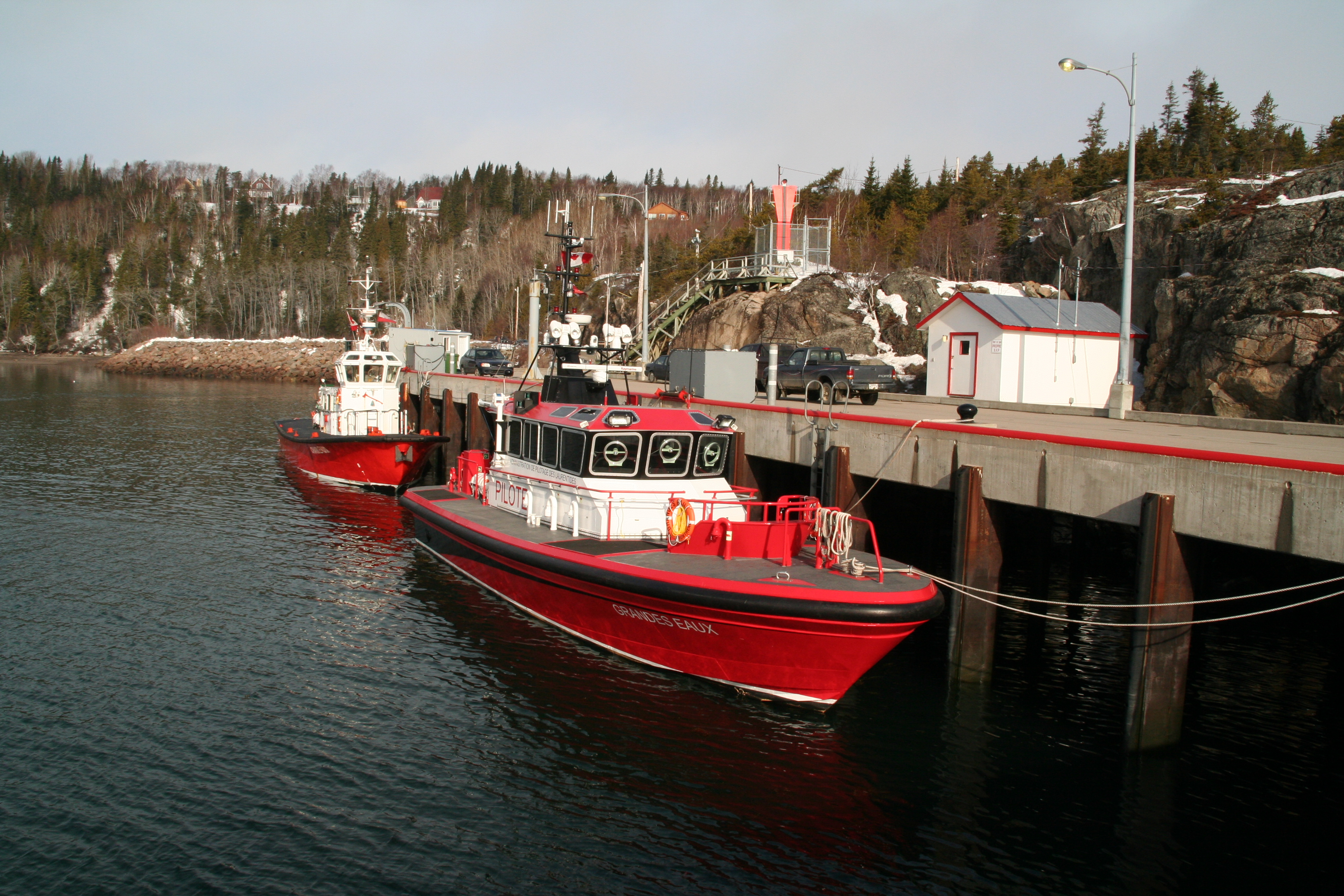
Grandes Eaux, bateau pilote, base Les Escoumins, fleuve Saint-Laurent, Québec, Canada

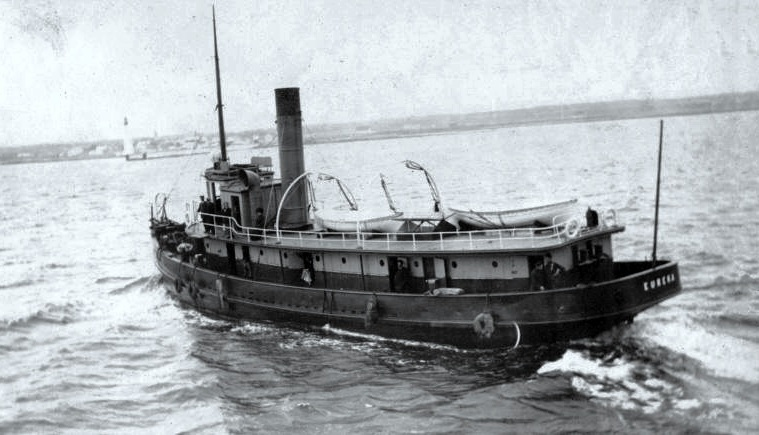
Bateau pilote à vapeur Pointe-au-Pere en 1909.

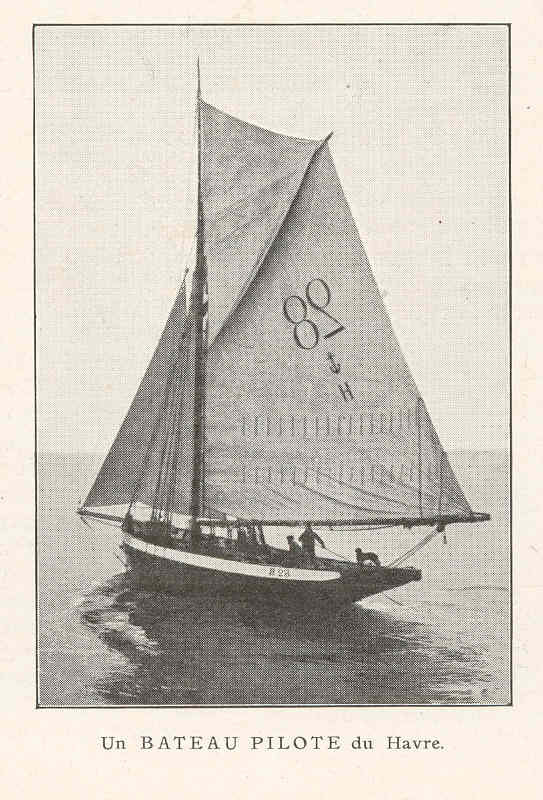
Un cotre servant de bateau pilote au Havre.

Le bateau pilote, ou pilotine, est un bateau rapide utilisé pour transporter le pilote à bord des navires qui arrivent ou quittent le port. Ce navire appartient à la station de pilotage du port concerné. Il peut être construit spécialement pour effectuer ce travail. Dans les petits ports, ces bateaux peuvent également servir occasionnellement de bateau de service de lamanage.
Autrefois à voile (cotre), les bateaux pilotes sont aujourd'hui des vedettes légères et rapides.

## Historique
Les pilotes maritimes sont indissociables de leurs bateaux. Les pêcheurs furent les premiers à guider les navires aux entrées et sorties de port. Ce service était tellement important pour le commerce des cités du Moyen Âge que les villes, les guildes de marchands ou l’amirauté ont cherché très tôt à réglementer cette profession : examen de compétence, âge, chaloupe. Dès 1600 pour être pilote au Havre, il faut « avoir une chaloupe garnie d’ancres et d’avirons toujours prête à aller à l’avant des vaisseaux ».
Les pilotes travaillent suivant le principe de « l’attrape qui peut ». Ils se livrent une course sans merci pour être le premier à bord du plus gros navire ce dernier offrant le meilleur revenu. Nécessité faisant loi, les simples chaloupes de pêche se transforment en cotres, bricks, et autres goélettes avec pour principales caractéristiques : vitesse, sécurité, confort dans le gros temps, simplicité du gréement pour être manœuvrés en équipage réduit et esthétique des lignes.
D'une certaine façon, les cotres pilotes (qui disputaient des régates notamment lors des célébrations du 15 août en France et s'équipaient même de voilures spécialisées comme le spinnaker ou foc-ballon) sont les ancêtres très directs des yachts à voile. Le cotre pilote havrais Jolie Brise connut après 1918 une seconde carrière comme yacht hauturier, remportant deux fois la fameuse course du Fastnet.
Petit à petit les pilotes se regroupent sous la pression des autorités pour rendre le service universel et fiable, tous les navires sont servis en fonction de leur arrivée. Ils partagent les revenus et construisent des bateaux plus gros en commun sur le principe de la « bourse commune ».
Au début du XXe siècle, les bateaux pilotes stationnaires (PSV = Pilot Station Vessel) apparaissent avec l’arrivée de la vapeur. Ils débarquent à la station les pilotes des navires sortants puis les embarquent sur les entrants au moyen de canots sous bossoir (à rames puis à moteur). Ces navires sont les gardiens des entrées de port, en route ou au mouillage, ils croisent 365 jours par an au point d’embarque officiel porté sur les cartes.
Après la seconde guerre mondiale, les progrès de l’architecture navale et la mise au point de petits moteurs Diesel de forte puissance permettent la mise en service de vedettes rapides qui accostent directement le navire, appelées pilotine (ou HST = High Speed Tender). Elles font la navette entre la terre et la station pilote pour servir les navires.

## Bateau pilote stationnaire
On appelle bateau pilote stationnaire, un bateau pilote qui en raison du trafic intense, reste en position en mer. Il possède des embarcations de service sous bossoir lui permettant de délivrer et de récupérer les pilotes. Par exemple, le bateau pilote Elbe positionné dans une zone où le mauvais temps est fréquent en hiver, est de type construction SWATH qui permet de limiter au minimum les mouvements.
La géographie des lieux, les conditions océanographiques et météorologiques locales imposent le moyen le plus favorable entre le bateau pilote stationnaire, la pilotine ou l’hélicoptère.
En France, les bateaux pilotes stationnaires ont été peu à peu abandonnés à Dunkerque, Le Havre, Rouen et Bordeaux.
La station de pilotage de la Loire est la dernière à posséder un bateau pilote stationnaire. La Couronnée IV assure le service en Loire en restant au mouillage ou en route à 12 milles au large de Saint Nazaire. Elle a été conçue par le Bureau d’étude Mauric et construite par le chantier espagnol Armon en 2007.

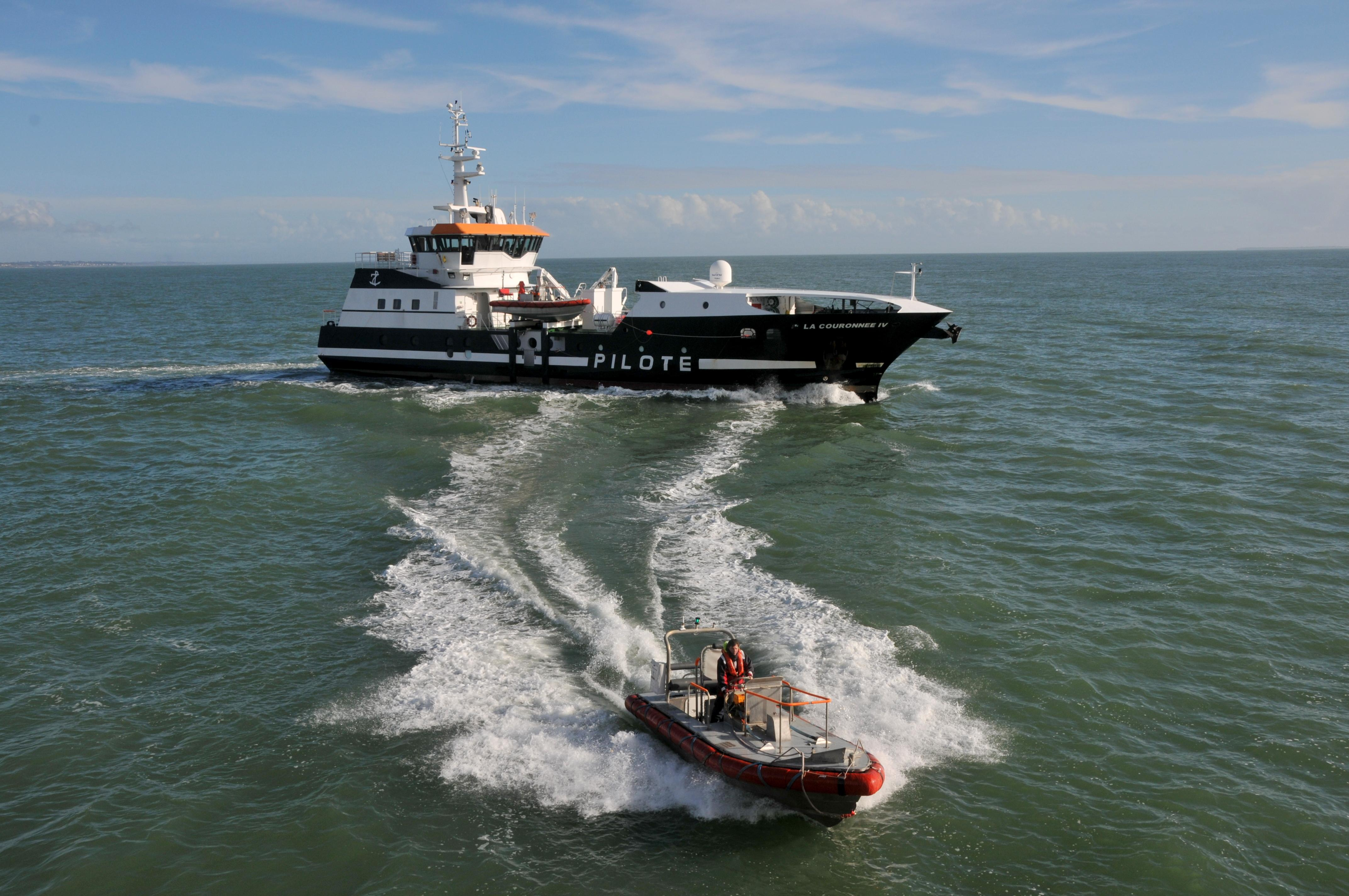
La Couronnée IV, bateau pilote de la Loire.

Les ports de San Francisco, New York, Houston, Rotterdam, Amsterdam, Anvers, Hambourg, Bremerhaven, Shanghaï possèdent aussi des bateaux pilotes stationnaires.

## Signalisation
Le bateau pilote en service de pilotage doit montrer deux feux superposés visibles sur tout l'horizon, le feu supérieur étant blanc et le feu inférieur rouge. Ces feux sont mémorisés par la phrase « cheveux blancs, nez rouge ». De plus, le bateau pilote en service de pilotage et faisant route doit montrer des feux de côté et un feu de poupe.
La marque de jour d'un navire lorsqu'un pilote est à bord est le pavillon H du code international des signaux.
Un bateau pilote par visibilité réduite peut faire entendre un signal de quatre sons brefs en plus des autres signaux règlementaires pour sa catégorie. Ce signal ne permet que d'attirer l'attention des autres navires pour l'identifier plus précisément.

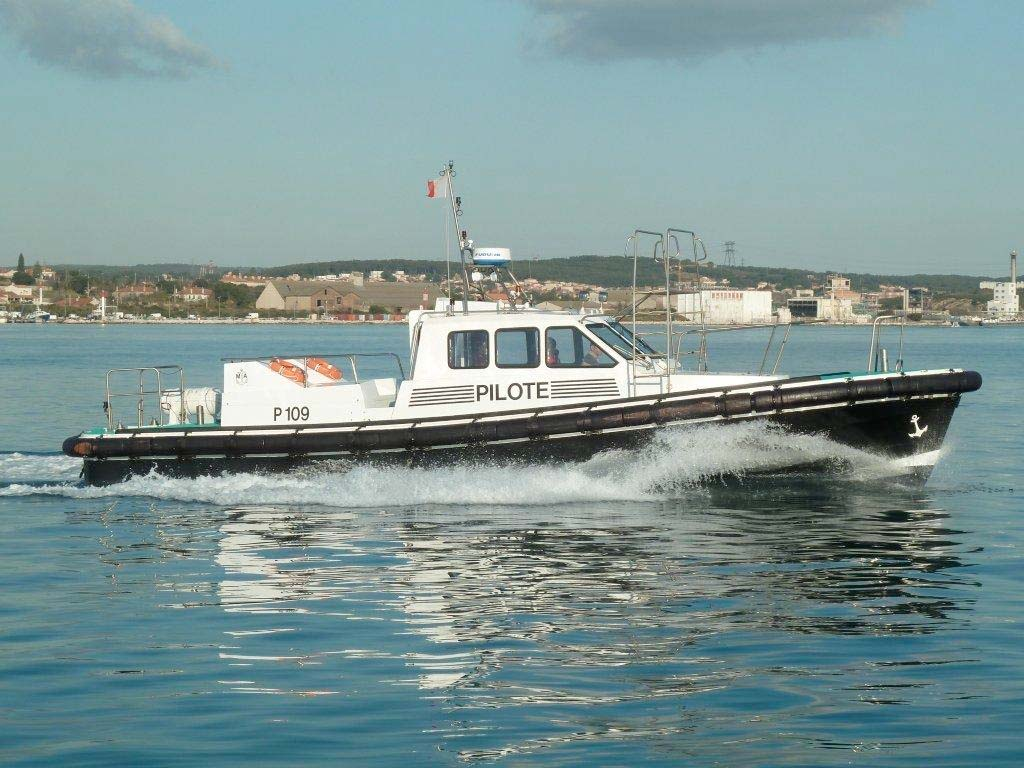
Bateau pilote à Marseille.
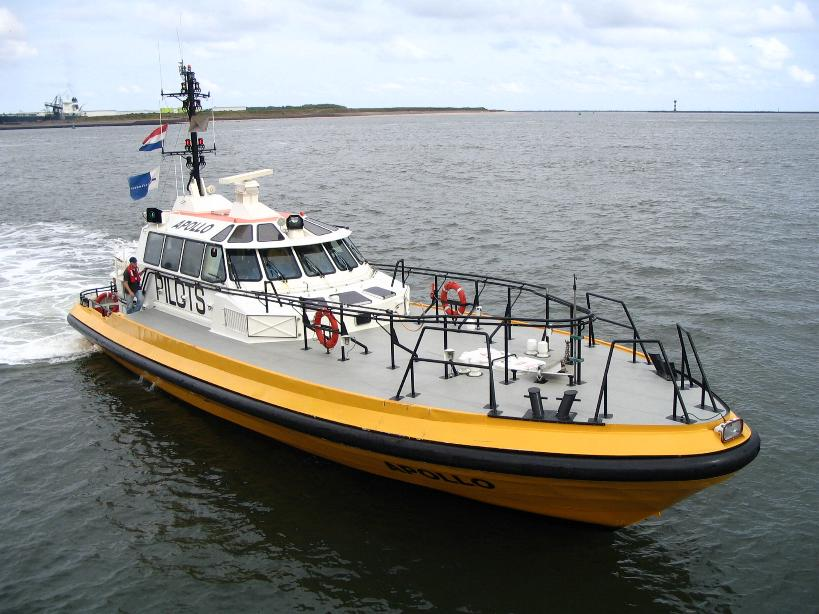
Bateau pilote hollandais.
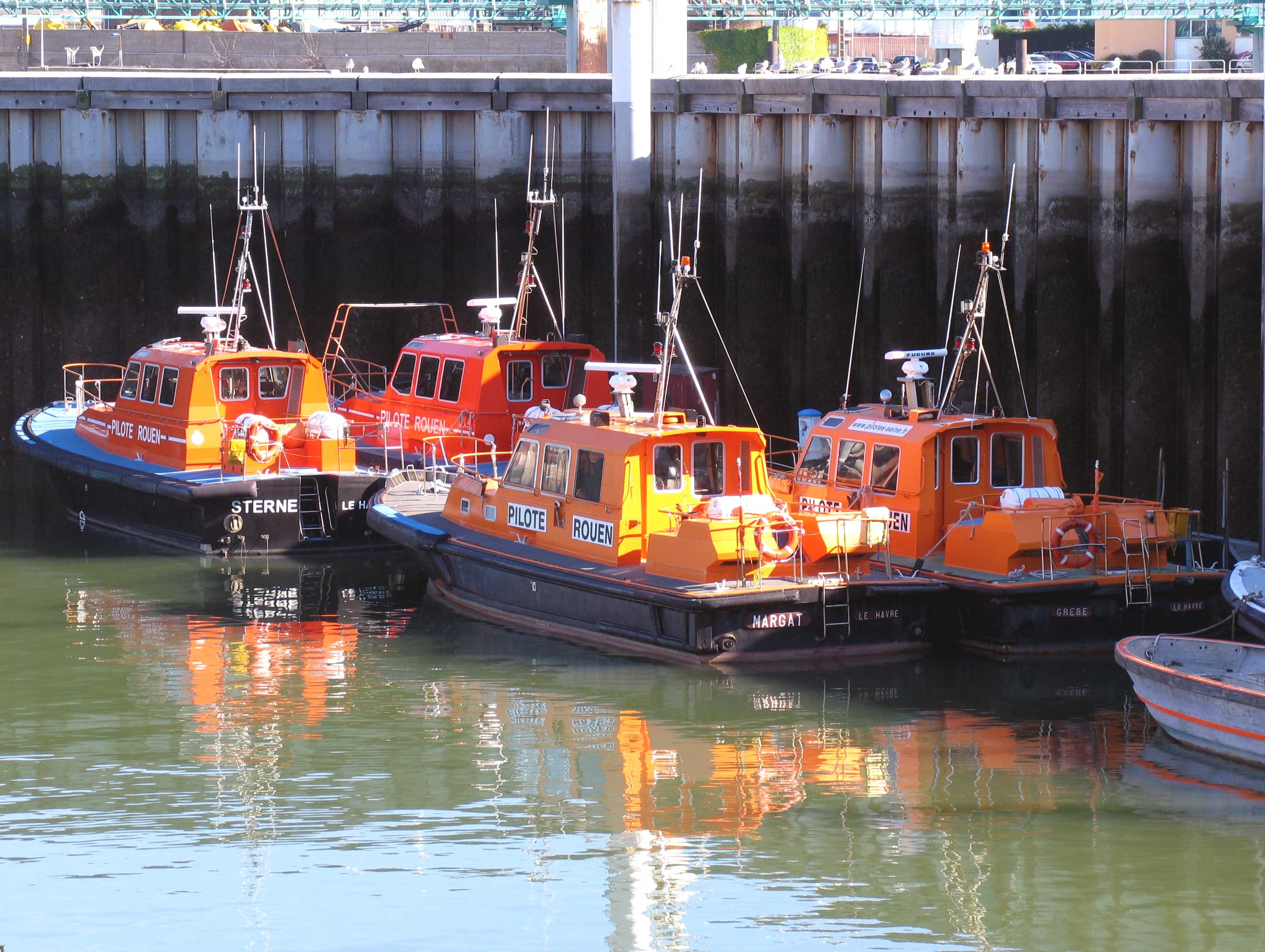
Bateaux pilotes du port de Rouen dans un bassin du port du Havre.
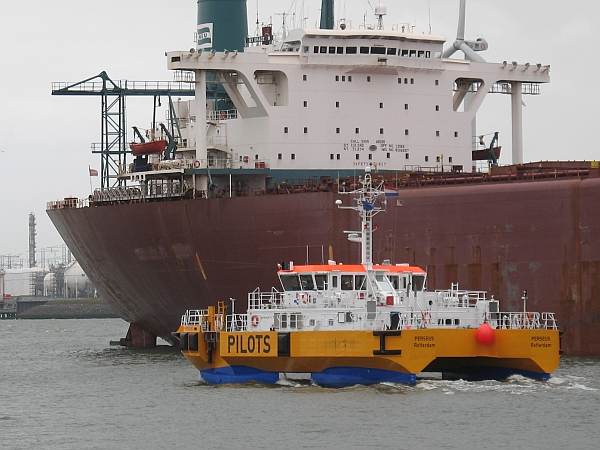
Bateau pilote de type SWATH.
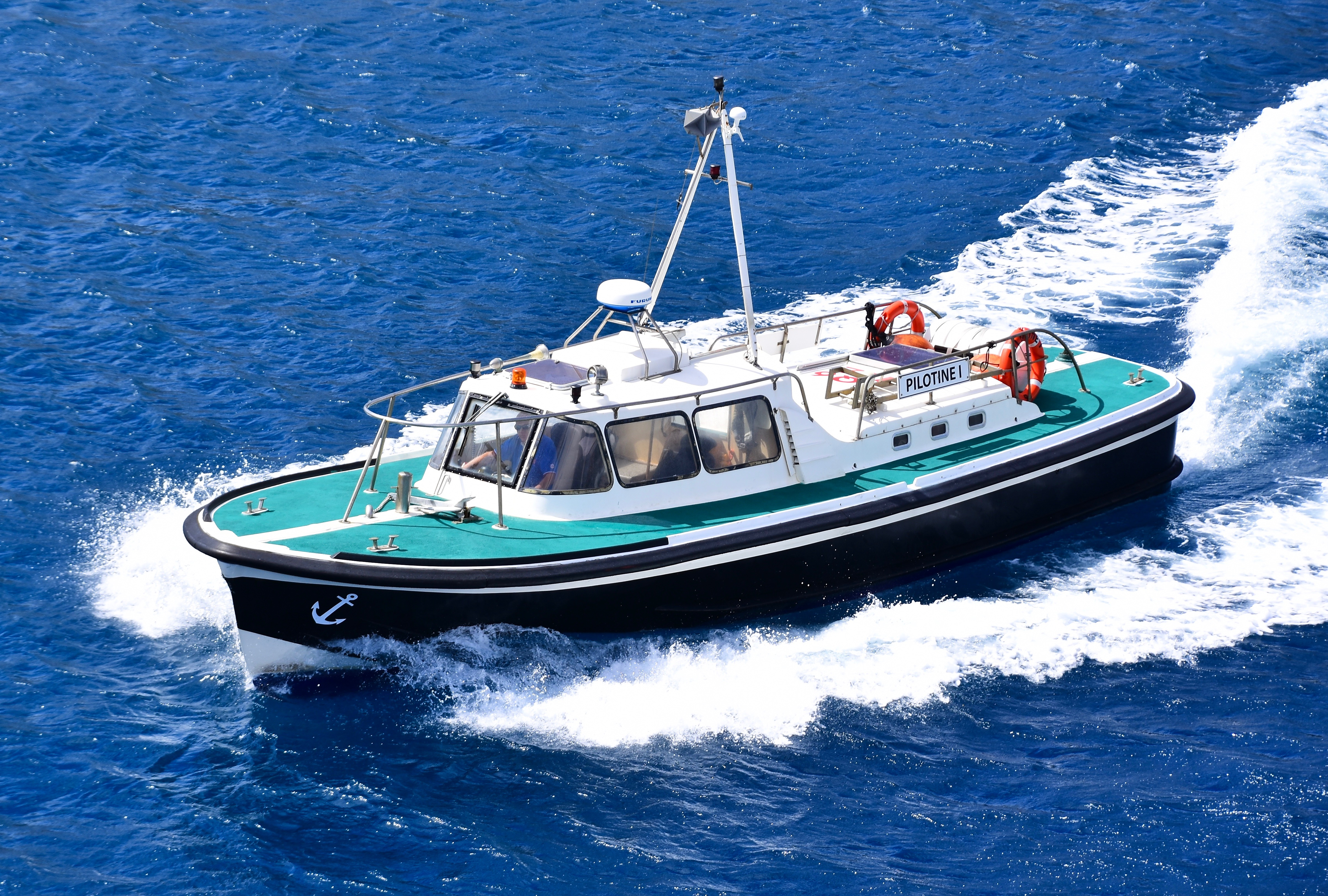
Bateau pilote au port de Bastia.
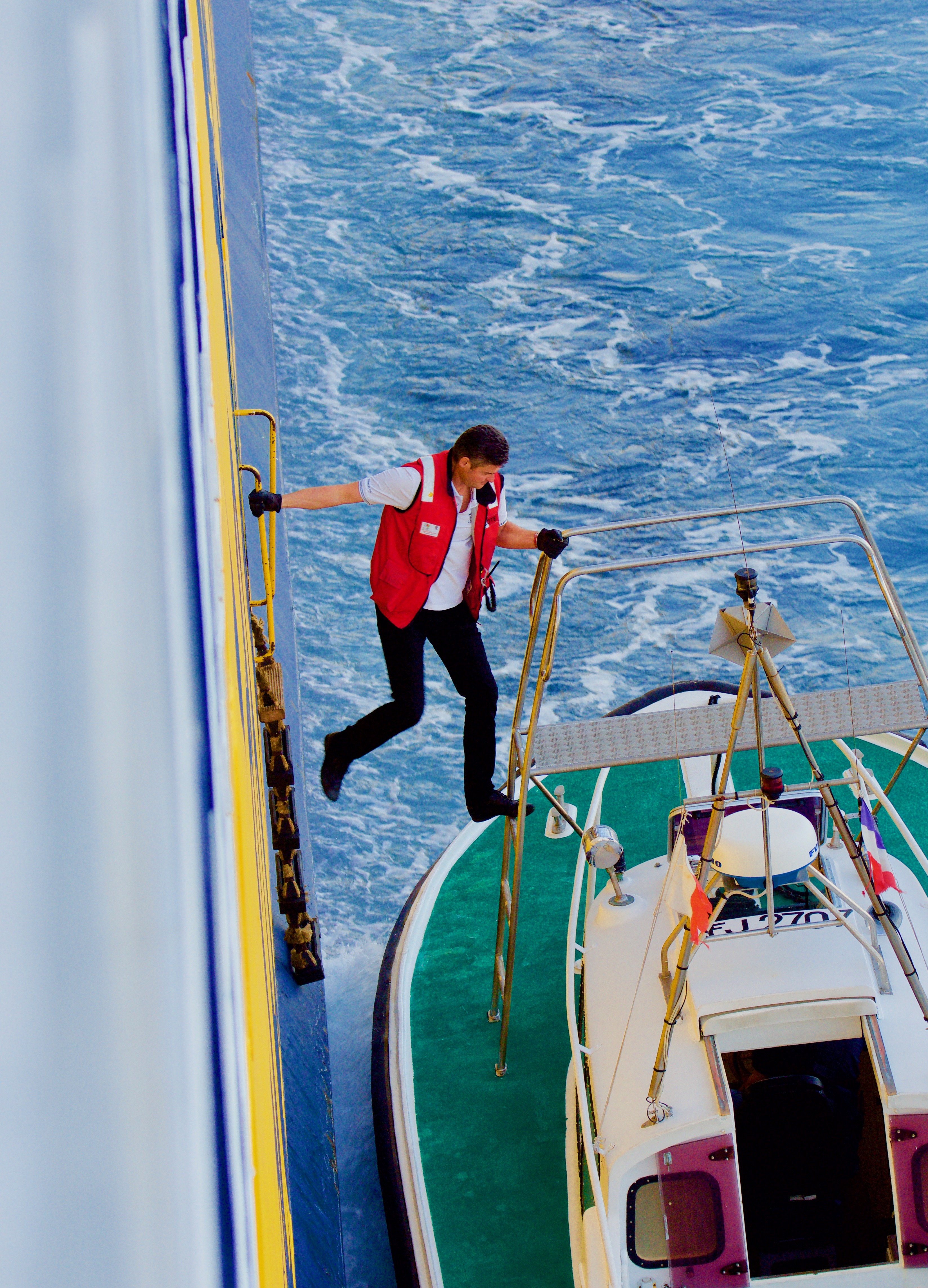
Pilote montant à bord de la pilotine de Nice.
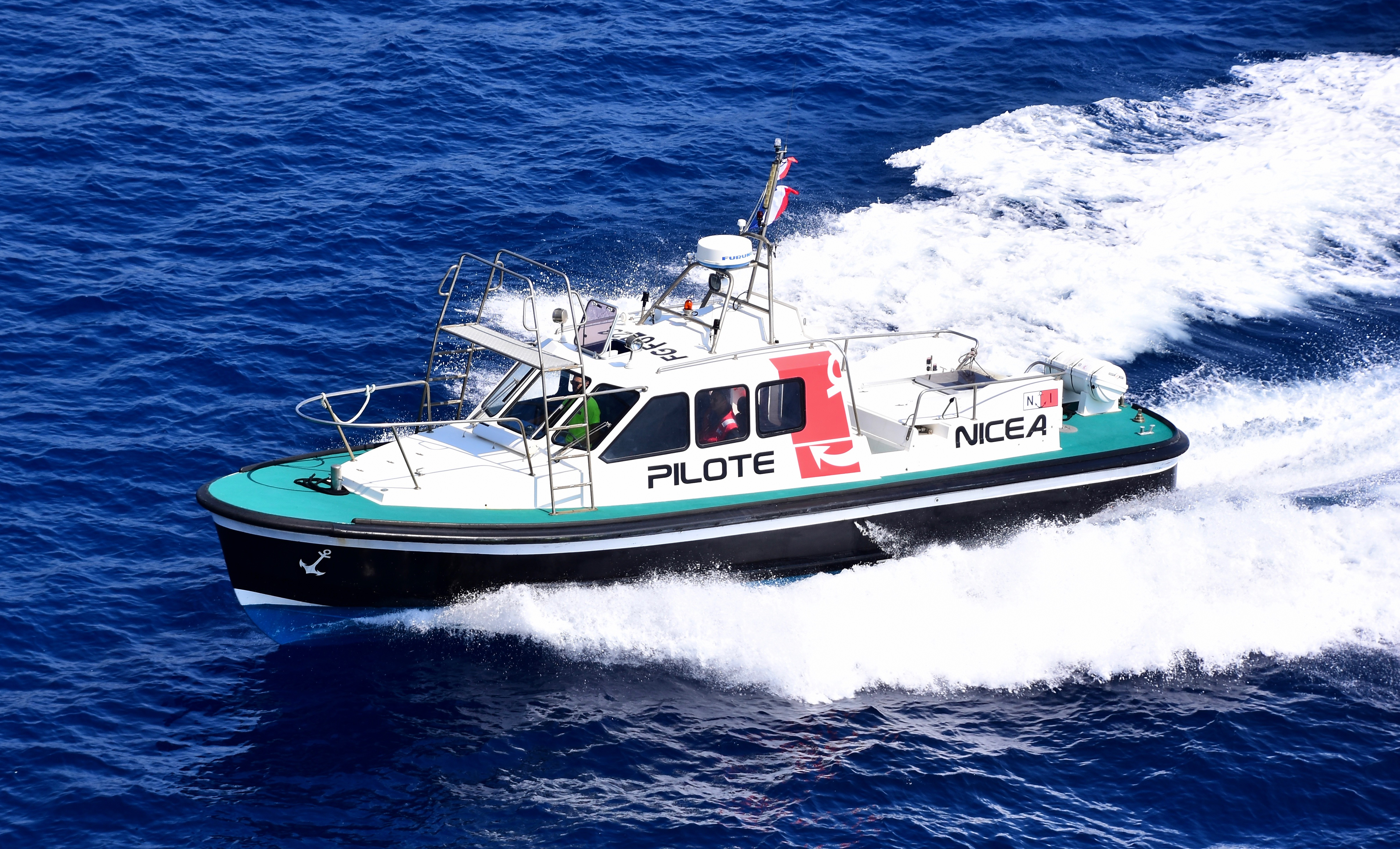
Bateau pilote au port de Nice.

## Bateau pilote du patrimoine maritime français

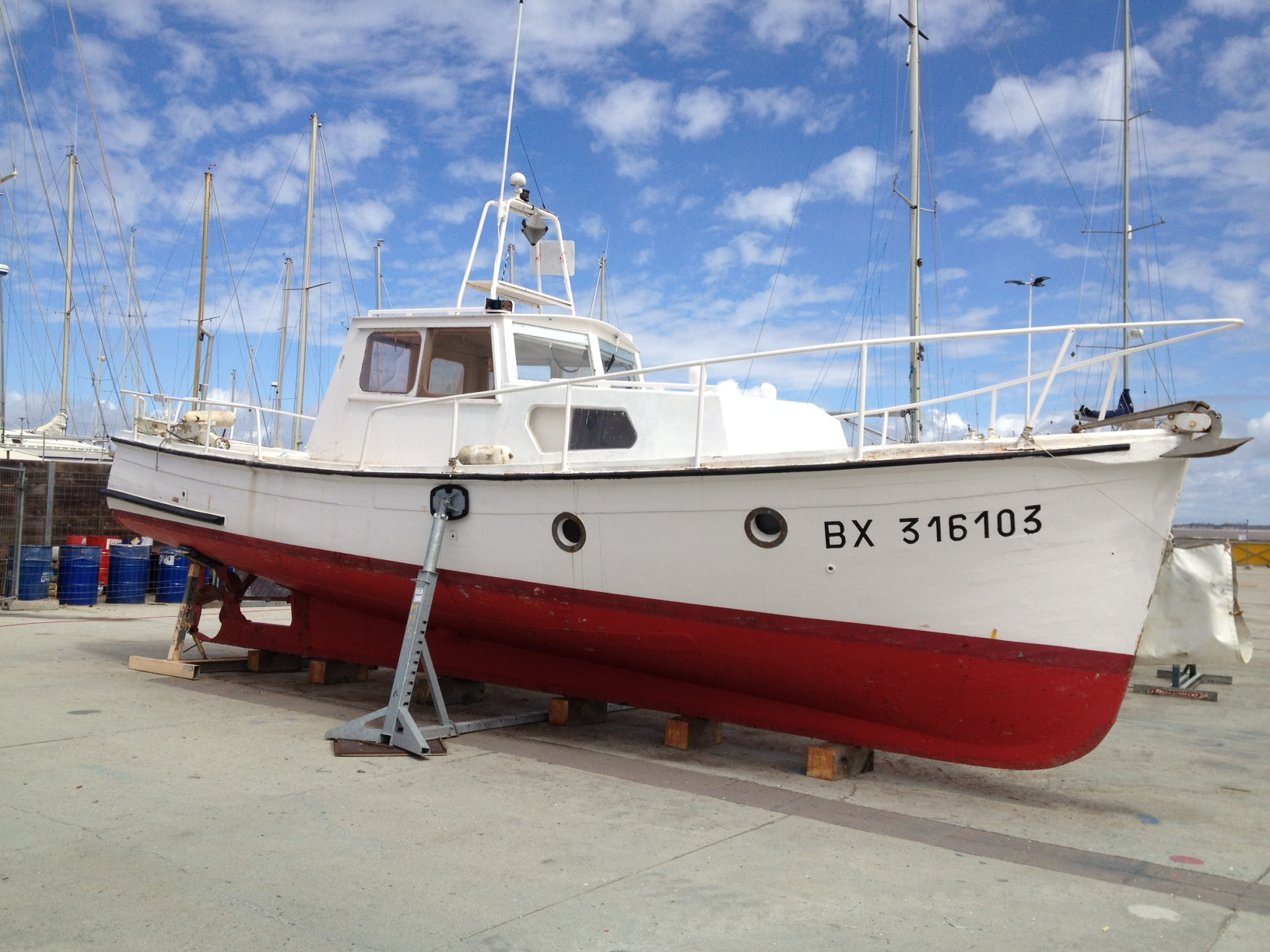
Le Trait d'union, 1948, port de Royan.

(janvier 2025).
- Le Trait d'union